# Метрополна зона на Мексиканската долина
Метрополната зона на Мексиканската долина (на испански: Zona Metropolitana del Valle de México) е метрополен регион в Мексико.
Това е 3-тият по население метрополен регион в света с 21 163 226 жители (2009 г.) и площ от 7346 кв. км. Географски разположението на метрополния регион е в Мексиканската долина на средна височина от 2240 м. От 4 страни Мексиканската долина е обградена от планина и има само малка пролука от север.
Включва град Мексико с неговите 16 градски района и 41 съседни общини в щатите Мексико и Идалго. Според друго определение в метрополния регион са включени още 18 общини.